# 石景山遊楽園
石景山遊楽園（せっけいざんゆうらくえん、簡体字: 石景山游乐园、拼音: Běijīng Shíjĭngshān Yóulèyuán）は、中華人民共和国北京市石景山区にある区営遊園地。
八角遊楽園（八角游乐园、Bajiao Amusement Park）の別称を持つ。面積は33万8900平方メートル。

## 概要
1986年に開業。遊楽園のキャラクターの中にはこの園独自のものもあるが、ミッキーマウス、ドナルドダック、クマのプーさん、白雪姫と七人の小人などのディズニーキャラクター、バッグス・バニーなどのワーナー・ブラザースのキャラクター、日本のハローキティ、ドラえもんなど、世界的に有名なキャラクターによく似たキャラクターが見られる。また「ディズニーの雰囲気を備えたジョーンズの冒険」、「ヨーロッパ調の幽霊の邸宅」など、ディズニーランドと酷似したアトラクションも存在する。
もっとも、園側の主張は「当園独自のキャラクターで、結果として一部似ているが、決してマネしたわけではない」とのことであり、例えばミッキーマウス風のキャラクターについては「耳の大きな猫」としている。
ただし、ディズニーランドなどを「参考」にしたことは否定しないようである。「ディズニーランドは遠すぎる。石景山遊楽園にいらっしゃい」をキャッチフレーズにしており、中華人民共和国南部の香港特別行政区にある香港ディズニーランド(香港ディズニーランド・リゾート)や上海市にある上海ディズニーランド(上海ディズニーリゾート)のライバル的存在であることをアピールしている。
また、キャラクターの着ぐるみを着ている従業員が路上で頭部を外して顔を出していることも、雰囲気を台無しにしていると指摘されている。
ちなみに、石景山遊楽園は北京オリンピック公式サイトにも取り上げられている。
後述の報道がなされ各国の批判が高まった後は、キャラクターを中国伝統の動物の着ぐるみに変えたり『そっくりキャラ』の展示物等を撤去したようであるが、これは外国の意向を受けたものではなく、出し物の変更を普通に行ったまでであると主張している。
なお、企画、建設、運営指導には日本の泉陽興業 が携わっている。

## 報道の影響
日本では2007年5月に報道され、「パクリ遊園地」として広く知られるようになった。この報道の影響からか、類似しているキャラクターやキャッチフレーズを書いた横断幕などが姿を消した。
一方、米ウォルト・ディズニー・カンパニーは、同園が自社の著作権を侵害した疑いがあるとして北京市に告発した。
アメリカ合衆国連邦政府は2007年5月以前より、中国について「知的財産権の保護が不十分」として、WTOに対して提訴している。
しかし、上記の類似キャラクターが撤去された後、今度は日本のアニメが回転ブランコに描かれた。描かれたアニメには、とっとこハム太郎（に似たキャラクター）、美少女戦士セーラームーン、カードキャプターさくら、幽☆遊☆白書、新世紀エヴァンゲリオン、機動戦艦ナデシコ、少女革命ウテナ、ああっ女神さまっ、セイバーマリオネット、コードギアスなどがある。また、園内にはドンキーコングの海賊版「クレイジーコング」をはじめとするパチモノのアーケードゲーム機が置かれたゲームセンター（外観はシンデレラ城風）があったり、土産物として海賊版DVDが売られていたりしている。
2022年には北京オリンピックの開催にともない施設全体が再整備され、海賊版DVDや類似しているキャラクターは完全に姿を消した。

## 交通アクセス
- 北京地下鉄1号線『八角遊楽園駅』を下車。

## その他
- 営業時間 8:45-17:00
- 各アトラクションごとに入場料2元（通し券は80元、50元の2種類)。